# Vægtløftning under sommer-OL 1896
Vægtløftning under sommer-OL 1896 omfattede to konkurrencer. De syv udøvere fra fem nationer konkurrerede i to discipliner: tohåndsløft og enhåndsløft, og konkurrencerne var planlagt til at blive afholdt samme dag, 7. april. Konkurrencerne var åbne for alle, uanset vægt.

## Tohåndskonkurrencen
Først afholdt man tohåndsløftkonkurrencen, hvor seks mand deltog. Viggo Jensen fra Danmark blev olympisk mester i denne disciplin i tæt konkurrence med britiske Launceston Elliot. Konkurrencen blev en langvarig affære, og Jensen og Elliot var klart stærkere end de øvrige deltagere, hvoraf ingen løftede mere end 90 kg. Jensen og Elliot nåede begge op 110 kg, hvorpå prins Georg tildelte danskeren sejren for at have en bedre stil end briten. Der blev indgivet protest mod, at konkurrencen skulle afgøres på basis af stil, men man havde ikke tungere vægte. 
I stedet blev det forsøgt med at montere mere vægt, som Jensen så løftede, men her blev der protesteret mod hans stil. Efter forsøg på at fortsætte konkurrencen blev det alligevel besluttet at holde fast i den oprindelige afgørelse (idet resultatet blev justeret til 111,5 kg til begge deltagere). Dermed blev Viggo Jensen kåret som olympisk mester, mens Launceston Elliot fik andenpladsen og grækeren Sotirios Versis tredjepladsen.

### Samlet resultat
| Plads | Land | Udøver               | Resultat |
| ----- | ---- | -------------------- | -------- |
| 1.    | DEN  | Viggo Jensen         | 111,5 kg |
| 2.    | GBR  | Launceston Elliot    | 111,5 kg |
| 3.    | GRE  | Sotirios Versis      | 90,0 kg  |
| 4.    | GER  | Carl Schuhmann       | 90,0 kg  |
| 4.    | GRE  | Georgios Papasideris | 90,0 kg  |
| 6.    | HUN  | Momcsilló Tapavicza  | 80,0 kg  |

## Enhåndskonkurrencen
Efter tohåndskonkurrencen var det planlagt af afholde enhåndskonkurrencen, og da den første konkurrence havde trukket ret meget ud, foreslog prins Georg, at der blev holdt en pause inden den næste konkurrence. Elliot var dog parat til at gå direkte til den næste, idet han dog bad om, at man ændrede rækkefølgen, så han kom til at lave sine løft efter Viggo Jensen, hvilket blev accepteret.
Selve konkurrencen foregik ved, at deltagerne skulle løfte hver vægt med en hånd ad gangen. I denne konkurrence var der kun fire deltagere, og konkurrencen blev noget blandt andet derfor noget kortere end tohåndskonkurrencen. Elliot vandt her sikkert med 71 kg, mens Viggo Jensen i den første konkurrence havde pådraget sig en skade i den første konkurrence og derfor ikke kunne hamle op med briten. Med 57 kg blev han nummer to, mens grækeren Alexandros Nikolopoulos, der også løftede 57 kg, blev nummer tre; mens Viggo Jensen løftede denne vægt med begge hænder, klarede Nikolopoulos det åbenbart kun med den ene hånd.
Som et kuriosum er det beskrevet, at dommeren, prins Georg, også var ganske stærk, hvilket blev demonstreret ved, at da en hjælper skulle flytte en vægt og ikke lykkedes med dette, trådte prinsen til og uden problemer flyttede vægten, til publikums begejstring.

### Samlet resultat
| Plads | Land | Udøver                  | Resultat |
| ----- | ---- | ----------------------- | -------- |
| 1.    | GBR  | Launceston Elliot       | 71,0 kg  |
| 2.    | DEN  | Viggo Jensen            | 57,0 kg  |
| 3.    | GRE  | Alexandros Nikolopoulos | 57,0 kg  |
| 4.    | GRE  | Sotirios Versis         | 40,0 kg  |

## Medaljer
| Vægtløftning OL 1896 Athen | Vægtløftning OL 1896 Athen | Vægtløftning OL 1896 Athen | Vægtløftning OL 1896 Athen | Vægtløftning OL 1896 Athen | Vægtløftning OL 1896 Athen |
| -------------------------- | -------------------------- | -------------------------- | -------------------------- | -------------------------- | -------------------------- |
| Nr.                        | Land                       | Guld                       | Sølv                       | Bronze                     | Total                      |
| 1.                         | Danmark                    | 1                          | 1                          | 0                          | 2                          |
| 1.                         | Storbritannien             | 1                          | 1                          | 0                          | 2                          |
| 3.                         | Grækenland                 | 0                          | 0                          | 2                          | 2                          |
| Totalt                     | Totalt                     | 2                          | 2                          | 2                          | 6                          |

Udøverne er blevet tildelt medaljerne i eftertid af International Olympic Committee. Under de første olympiske lege var det kun vinderen som fik en medalje, og han fik sølvmedalje.